# Rape the Pope
Rape the Pope è l'EP del gruppo hardcore punk svedese The Vectors. L'EP viene pubblicato nell'estate del 2000 dalla loro stessa etichetta e, a seguito di quest'uscita, la band riceve minacce di morte e proteste da attivisti cristiani e antiabortisti a causa della title track. La pubblicazione fu anche rifiutata da alcuni distributori.

## Tracce
1. Rape The Pope
2. Spit On You
3. Babble On
4. See You In The Parkin' lot

## Formazione
- Karl Backman - voce, chitarra
- Pelle Backman - voce, basso
- Jens Nordén - batteria